# Ambrosius Francken (I)

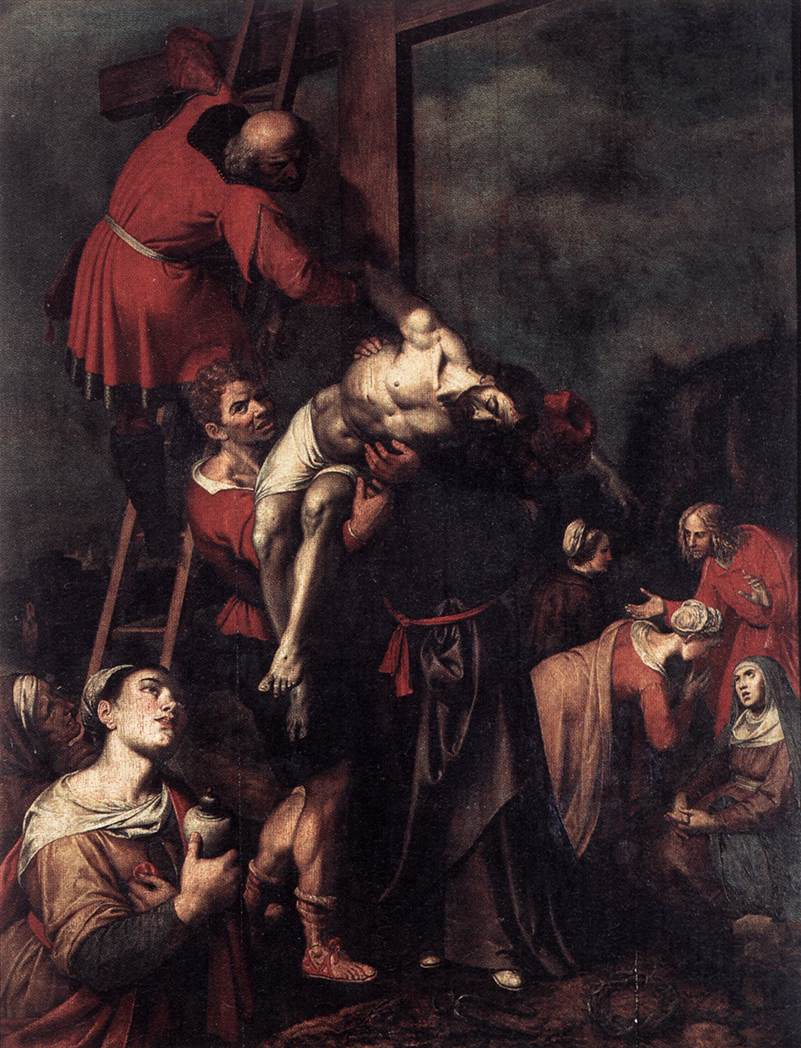
De kruisaflegging, rond 1580

Ambrosius Francken (I) (ook: Ambrosius (I) Franck, Ambrosius Vranx, Ambrosio van Errentals) (Herentals, 1544 of 1545 - Antwerpen, 1618) was een Zuid Nederlandse kunstschilder en tekenaar bekend om zijn religieuze werken en historische allegorieën.

## Levensloop
Hij was een vooraanstaand lid van de kunstenaarsfamilie Francken.  Zijn leermeesters waren zijn vader Nicolaes Francken en Frans Floris. Later werd hij de leraar van zijn neef Hieronymus Francken II.
In 1569 was hij in dienst van de bisschop van Doornik waar hij in de residentie van de bisschop woonde. Karel van Mander ontmoette hem daar terwijl hij er zelf verbleef als jonge leerling aan zijn meester Pieter Vleric's huis.   Hij zou een reis naar Italië hebben ondernomen .  In 1570 was hij in Fontainebleau waar hij waarschijnlijk de gelegenheid had om de werken van Rosso Fiorentino en Francesco Primaticcio te bestuderen. Ambrosius keerde terug naar Antwerpen waar hij in 1573 meester werd in het Sint-Lucasgilde.  Hij werd benoemd tot vice-deken van het gilde in 1581 en deken in 1582.
In 1577 kocht hij het Antwerps burgerrecht en huwde hij de vijftigjarige weduwe Barbara Reyns die een belangrijke steenhandel bezat. In 1582 stierf zijn vrouw en het volgende jaar hertrouwde hij met Clara Pickarts, ook een welstellende weduwe.  Aangezien hij geen eigen kinderen had, nam hij de wezen van zijn overleden broer Cornelis op in zijn huis.
Tussen 1594 en 1605 had hij vier leerlingen.

## Werken
Net als zijn broer Hieronymus nam Ambrosius de uit Venetië afkomstige maniërische stijl van Marten de Vos over.
Grote altaarstukken zoals Het mirakel van de broden en de vissen (1598) voor de Antwerpse kathedraal, Het martelaarschap van Sint-Jacob (1608) voor de Sint-Jacobskerk en Het laatste avondmaal voor de Sint-Joriskerk in Antwerpen zijn stijfjes samengesteld uit nogal gespierde figuren op basis van klassieke prototypes. De invloed van Marten de Vos is te zien in de weelderig gedrapeerde gewaden en andere details. Deze enorme altaarstukken hadden een belangrijke invloed op de kerkelijke smaak.  Ambrosius I's vele overlevende werken getuigen van zijn populariteit in zijn eigen tijd, waardoor hij een aanzienlijke invloed op zijn tijdgenoten had.
Sommige grisailles die vermeld worden onder de naam 'Ambrosius Francken' zijn deels zijn werk, maar sommige zijn ook door zijn neef Ambrosius II vervaardigd.  Het werk De vrouwen van Weinsberg (1600; Weinsberg, Burg Weibertren), een schilderij van Ambrosius I in toetsen van rood en bruin, is opmerkelijk voor de gespierde lichamen die in harmonieuze contrapposto worden getoond. Van zijn eens talrijke tekeningen overleefden slechts een paar voorbereidende tekeningen voor diverse prentseries door Philip Galle, Hans Collaert en de Wierix broers. De tekeningen van commedia dell'arte-scènes die worden toegeschreven aan Ambrosius I zijn interessant en ongewoon en beelden waarschijnlijk opvoeringen uit die hij bijwoonde in Fontainebleau in de jaren 1570.
Net als zijn leerling en neef Hieronymus Francken II schilderde hij soms stoffage in de landschappen van Abraham Govaerts.

## Stamboom van de familie Francken
| Nicolaes Francken 1515–1596           |                                       |                                       |                                       |                                       |                                       |  |  |                              |                              |                              |                              |                              |                              |  |  |                                  |                                  |                                  |                                  |                                  |                                  |  |  |                              |                              |                              |                              |                              |                              |  |  |                                      |                                      |                                      |                                      |                                      |                                      |  |  |                                  |                                  |                                  |                                  |                                  |                                  |  |  |                            |                            |                            |                            |                            |                            |  |  |  |  |  |  |  |  |  |  |  |  |  |  |  |  |  |  |  |  |  |  |  |  |  |  |  |  |  |  |  |  |  |  |  |  |  |  |
|                                       |                                       |                                       |                                       |                                       |                                       |  |  |                              |                              |                              |                              |                              |                              |  |  |                                  |                                  |                                  |                                  |                                  |                                  |  |  |                              |                              |                              |                              |                              |                              |  |  |                                      |                                      |                                      |                                      |                                      |                                      |  |  |                                  |                                  |                                  |                                  |                                  |                                  |  |  |                            |                            |                            |                            |                            |                            |  |  |  |  |  |  |  |  |  |  |  |  |  |  |  |  |  |  |  |  |  |  |  |  |  |  |  |  |  |  |  |  |  |  |  |  |  |  |
|                                       |                                       |                                       |                                       |                                       |                                       |  |  |                              |                              |                              |                              |                              |                              |  |  |                                  |                                  |                                  |                                  |                                  |                                  |  |  |                              |                              |                              |                              |                              |                              |  |  |                                      |                                      |                                      |                                      |                                      |                                      |  |  |                                  |                                  |                                  |                                  |                                  |                                  |  |  |                            |                            |                            |                            |                            |                            |  |  |  |  |  |  |  |  |  |  |  |  |  |  |  |  |  |  |  |  |  |  |  |  |  |  |  |  |  |  |  |  |  |  |  |  |  |  |
| Hieronymus Francken I circa 1540–1610 | Hieronymus Francken I circa 1540–1610 | Hieronymus Francken I circa 1540–1610 | Hieronymus Francken I circa 1540–1610 | Hieronymus Francken I circa 1540–1610 | Hieronymus Francken I circa 1540–1610 |  |  | Frans Francken I 1542–1616   | Frans Francken I 1542–1616   | Frans Francken I 1542–1616   | Frans Francken I 1542–1616   | Frans Francken I 1542–1616   | Frans Francken I 1542–1616   |  |  |                                  |                                  |                                  |                                  |                                  |                                  |  |  |                              |                              |                              |                              |                              |                              |  |  |                                      |                                      |                                      |                                      |                                      |                                      |  |  | Ambrosius Francken I 1544–1618   | Ambrosius Francken I 1544–1618   | Ambrosius Francken I 1544–1618   | Ambrosius Francken I 1544–1618   | Ambrosius Francken I 1544–1618   | Ambrosius Francken I 1544–1618   |  |  | (Cornelis Francken) 1545-? | (Cornelis Francken) 1545-? | (Cornelis Francken) 1545-? | (Cornelis Francken) 1545-? | (Cornelis Francken) 1545-? | (Cornelis Francken) 1545-? |  |  |  |  |  |  |  |  |  |  |  |  |  |  |  |  |  |  |  |  |  |  |  |  |  |  |  |  |  |  |  |  |  |  |  |  |  |  |
| Hieronymus Francken I circa 1540–1610 | Hieronymus Francken I circa 1540–1610 | Hieronymus Francken I circa 1540–1610 | Hieronymus Francken I circa 1540–1610 | Hieronymus Francken I circa 1540–1610 | Hieronymus Francken I circa 1540–1610 |  |  | Frans Francken I 1542–1616   | Frans Francken I 1542–1616   | Frans Francken I 1542–1616   | Frans Francken I 1542–1616   | Frans Francken I 1542–1616   | Frans Francken I 1542–1616   |  |  |                                  |                                  |                                  |                                  |                                  |                                  |  |  |                              |                              |                              |                              |                              |                              |  |  |                                      |                                      |                                      |                                      |                                      |                                      |  |  | Ambrosius Francken I 1544–1618   | Ambrosius Francken I 1544–1618   | Ambrosius Francken I 1544–1618   | Ambrosius Francken I 1544–1618   | Ambrosius Francken I 1544–1618   | Ambrosius Francken I 1544–1618   |  |  | (Cornelis Francken) 1545-? | (Cornelis Francken) 1545-? | (Cornelis Francken) 1545-? | (Cornelis Francken) 1545-? | (Cornelis Francken) 1545-? | (Cornelis Francken) 1545-? |  |  |  |  |  |  |  |  |  |  |  |  |  |  |  |  |  |  |  |  |  |  |  |  |  |  |  |  |  |  |  |  |  |  |  |  |  |  |
|                                       |                                       |                                       |                                       |                                       |                                       |  |  |                              |                              |                              |                              |                              |                              |  |  |                                  |                                  |                                  |                                  |                                  |                                  |  |  |                              |                              |                              |                              |                              |                              |  |  |                                      |                                      |                                      |                                      |                                      |                                      |  |  |                                  |                                  |                                  |                                  |                                  |                                  |  |  |                            |                            |                            |                            |                            |                            |  |  |  |  |  |  |  |  |  |  |  |  |  |  |  |  |  |  |  |  |  |  |  |  |  |  |  |  |  |  |  |  |  |  |  |  |  |  |
| Isabella Francken                     | Isabella Francken                     | Isabella Francken                     | Isabella Francken                     | Isabella Francken                     | Isabella Francken                     |  |  | Thomas Francken 1574–na 1639 | Thomas Francken 1574–na 1639 | Thomas Francken 1574–na 1639 | Thomas Francken 1574–na 1639 | Thomas Francken 1574–na 1639 | Thomas Francken 1574–na 1639 |  |  | Hieronymus Francken II 1578–1623 | Hieronymus Francken II 1578–1623 | Hieronymus Francken II 1578–1623 | Hieronymus Francken II 1578–1623 | Hieronymus Francken II 1578–1623 | Hieronymus Francken II 1578–1623 |  |  | Frans Francken II 1581–1642  | Frans Francken II 1581–1642  | Frans Francken II 1581–1642  | Frans Francken II 1581–1642  | Frans Francken II 1581–1642  | Frans Francken II 1581–1642  |  |  | Ambrosius Francken II 1590–1632      | Ambrosius Francken II 1590–1632      | Ambrosius Francken II 1590–1632      | Ambrosius Francken II 1590–1632      | Ambrosius Francken II 1590–1632      | Ambrosius Francken II 1590–1632      |  |  |                                  |                                  |                                  |                                  |                                  |                                  |  |  | Hans Francken 1581–1624    | Hans Francken 1581–1624    | Hans Francken 1581–1624    | Hans Francken 1581–1624    | Hans Francken 1581–1624    | Hans Francken 1581–1624    |  |  |  |  |  |  |  |  |  |  |  |  |  |  |  |  |  |  |  |  |  |  |  |  |  |  |  |  |  |  |  |  |  |  |  |  |  |  |
| Isabella Francken                     | Isabella Francken                     | Isabella Francken                     | Isabella Francken                     | Isabella Francken                     | Isabella Francken                     |  |  | Thomas Francken 1574–na 1639 | Thomas Francken 1574–na 1639 | Thomas Francken 1574–na 1639 | Thomas Francken 1574–na 1639 | Thomas Francken 1574–na 1639 | Thomas Francken 1574–na 1639 |  |  | Hieronymus Francken II 1578–1623 | Hieronymus Francken II 1578–1623 | Hieronymus Francken II 1578–1623 | Hieronymus Francken II 1578–1623 | Hieronymus Francken II 1578–1623 | Hieronymus Francken II 1578–1623 |  |  | Frans Francken II 1581–1642  | Frans Francken II 1581–1642  | Frans Francken II 1581–1642  | Frans Francken II 1581–1642  | Frans Francken II 1581–1642  | Frans Francken II 1581–1642  |  |  | Ambrosius Francken II 1590–1632      | Ambrosius Francken II 1590–1632      | Ambrosius Francken II 1590–1632      | Ambrosius Francken II 1590–1632      | Ambrosius Francken II 1590–1632      | Ambrosius Francken II 1590–1632      |  |  |                                  |                                  |                                  |                                  |                                  |                                  |  |  | Hans Francken 1581–1624    | Hans Francken 1581–1624    | Hans Francken 1581–1624    | Hans Francken 1581–1624    | Hans Francken 1581–1624    | Hans Francken 1581–1624    |  |  |  |  |  |  |  |  |  |  |  |  |  |  |  |  |  |  |  |  |  |  |  |  |  |  |  |  |  |  |  |  |  |  |  |  |  |  |
|                                       |                                       |                                       |                                       |                                       |                                       |  |  |                              |                              |                              |                              |                              |                              |  |  |                                  |                                  |                                  |                                  |                                  |                                  |  |  |                              |                              |                              |                              |                              |                              |  |  |                                      |                                      |                                      |                                      |                                      |                                      |  |  |                                  |                                  |                                  |                                  |                                  |                                  |  |  |                            |                            |                            |                            |                            |                            |  |  |  |  |  |  |  |  |  |  |  |  |  |  |  |  |  |  |  |  |  |  |  |  |  |  |  |  |  |  |  |  |  |  |  |  |  |  |
|                                       |                                       |                                       |                                       |                                       |                                       |  |  |                              |                              |                              |                              |                              |                              |  |  |                                  |                                  |                                  |                                  |                                  |                                  |  |  | Frans Francken III 1607–1667 | Frans Francken III 1607–1667 | Frans Francken III 1607–1667 | Frans Francken III 1607–1667 | Frans Francken III 1607–1667 | Frans Francken III 1607–1667 |  |  | Hieronymus Francken III 1611–na 1661 | Hieronymus Francken III 1611–na 1661 | Hieronymus Francken III 1611–na 1661 | Hieronymus Francken III 1611–na 1661 | Hieronymus Francken III 1611–na 1661 | Hieronymus Francken III 1611–na 1661 |  |  | Ambrosius Francken III 1614–1662 | Ambrosius Francken III 1614–1662 | Ambrosius Francken III 1614–1662 | Ambrosius Francken III 1614–1662 | Ambrosius Francken III 1614–1662 | Ambrosius Francken III 1614–1662 |  |  |                            |                            |                            |                            |                            |                            |  |  |  |  |  |  |  |  |  |  |  |  |  |  |  |  |  |  |  |  |  |  |  |  |  |  |  |  |  |  |  |  |  |  |  |  |  |  |
|                                       |                                       |                                       |                                       |                                       |                                       |  |  |                              |                              |                              |                              |                              |                              |  |  |                                  |                                  |                                  |                                  |                                  |                                  |  |  | Frans Francken III 1607–1667 | Frans Francken III 1607–1667 | Frans Francken III 1607–1667 | Frans Francken III 1607–1667 | Frans Francken III 1607–1667 | Frans Francken III 1607–1667 |  |  | Hieronymus Francken III 1611–na 1661 | Hieronymus Francken III 1611–na 1661 | Hieronymus Francken III 1611–na 1661 | Hieronymus Francken III 1611–na 1661 | Hieronymus Francken III 1611–na 1661 | Hieronymus Francken III 1611–na 1661 |  |  | Ambrosius Francken III 1614–1662 | Ambrosius Francken III 1614–1662 | Ambrosius Francken III 1614–1662 | Ambrosius Francken III 1614–1662 | Ambrosius Francken III 1614–1662 | Ambrosius Francken III 1614–1662 |  |  |                            |                            |                            |                            |                            |                            |  |  |  |  |  |  |  |  |  |  |  |  |  |  |  |  |  |  |  |  |  |  |  |  |  |  |  |  |  |  |  |  |  |  |  |  |  |  |
|                                       |                                       |                                       |                                       |                                       |                                       |  |  |                              |                              |                              |                              |                              |                              |  |  |                                  |                                  |                                  |                                  |                                  |                                  |  |  |                              |                              |                              |                              |                              |                              |  |  | Constantijn Francken 1661–1717       |                                      |                                      |                                      |                                      |                                      |  |  |                                  |                                  |                                  |                                  |                                  |                                  |  |  |                            |                            |                            |                            |                            |                            |  |  |  |  |  |  |  |  |  |  |  |  |  |  |  |  |  |  |  |  |  |  |  |  |  |  |  |  |  |  |  |  |  |  |  |  |  |  |